# Scarlat Murguleț

Maiorul Scarlat Murguleţ.

Scarlat Murguleț (n. 1831 - d. ?) a fost un maior român, care a deținut funcția de comandant al Flotilei Române (1866-1867). 

## Biografie
Scarlat Murguleț s-a născut în anul 1831. El a îmbrățișat de tânăr cariera armelor, intrând în septembrie 1849 în Legiunea de Cadeți, înființată în Moldova, în anul 1845. În anul 1851, a absolvit cursurile organizate pentru cadeți, obținând gradul de sublocotenent. După trei ani, în 1854, a fost avansat la gradul de locotenent și a intrat în flotila moldoveană, unde în primii ani de activitate a îndeplinit funcția de comandant al punctului Ismail, din anul 1856 având gradul de căpitan.
În anul 1860 a avut loc unirea flotilelor celor două Principate Române (Moldova și Muntenia), după care căpitanul Murguleț a fost numit comandant al punctului Galați. În anul 1865, este avansat la gradul de maior, fiind desemnat pentru a ocupa funcția de ajutor al colonelului Constantin Petrescu, comandantul Flotilei Române. La data de 11 februarie 1866, după abdicarea domnitorului Alexandru Ioan Cuza și retragerea colonelului Petrescu, maiorul Scarlat Murguleț a preluat comanda Flotilei Române pe care a deținut-o pentru o perioadă de numai un an, până la 17 martie 1867. 
Printr-un decret din 17 martie 1867, maiorul Murguleț s-a retras din armată, fiind înlocuit la conducerea flotilei cu căpitanul Anton Barbieri. În aprilie 1867, a fost rechemat în armată, fiind numit șef al Batalionului al 9-lea din Corpul Grănicerilor, cu reședința la Bolgrad.